# Der Heimatbote
Der Heimatbote ist eine Lokalzeitung für den Kahlgrund, die seit 1907 im unterfränkischen Schöllkrippen herausgegeben wird. 
Seit ihrer Gründung erscheint die Zeitung in Verlag und Druckerei Ostheimer, die bis heute im Besitz der Familie Ostheimer sind. Zunächst trug die Zeitung den Titel „Der Hansjörg vom Spessart“ und den Untertitel „Volksblatt für den kahlen Grund u. Vorspessart“. Später wurde sie umbenannt in „Der Heimatbote“ und erhielt den Untertitel „für Kahlgrund, Spessart und Freigericht“. Zwischen 1944 und 1949 erschien die Zeitung, bedingt durch Kriegs- und Nachkriegszeit, nicht. Den Mantelteil bezog der dreimal pro Woche erscheinende Heimatbote in der Zeit nach dem Zweiten Weltkrieg zunächst von der Genossenschaft Bayerischer Heimatzeitungsverleger (BHZ). Ab 2010 lieferte ihn die Mediengruppe Oberfranken, es folgte das Mittelhessische Druck- und Verlagshaus in Gießen.
Mit einer Auflage von rund 1000 Exemplaren gehört der von Peter und Monika Ostheimer geführte „Heimatbote“ zu den kleinsten Zeitungen Deutschlands (nicht zu verwechseln mit der „Ostheimer Zeitung“, die in Ostheim vor der Rhön erscheint).